# Stefano Parenti
Stefano Parenti (* 14. Dezember 1959 in Piglio) ist ein italienischer römisch-katholischer Theologe und Professor für Liturgiewissenschaft.

## Leben
Er erwarb 1992 das Licenza in Orientalischen Kirchenwissenschaften am Pontificio Istituto Orientale und ebenda 1993 die Promotion in Orientalischen Kirchenwissenschaften. An der Hochschule Pontificio Ateneo Sant’Anselmo lehrt er seit 1995 (1995 Invitatus, 1999 Lektor, 2003 Professor Consociatus, 2006 Professor Extraordinarius, 2018 Professor Ordinarius).
Er ist spezialisiert auf die Geschichte des byzantinischen Ritus, insbesondere seiner griechischen und russischen Zweige.

## Schriften (Auswahl)
- L’eucologio Barberini gr. 336 (ff. 1–263). Rom 1995, ISBN 88-85918-99-9.
- als Herausgeber mit Elena Velkovska: L’abate Giuseppe Cozza-Luzi archeologo, liturgista, filologo. Atti della Giornata di studio. Bolsena, 6 maggio 1995. Grottaferrata 1998, OCLC 799339950.
- Liturgia delle ore italo-bizantina. Rito di Grottaferrata. Rom 2001, ISBN 8820971259.
- als Herausgeber mit Elena Velkovska: Mille anni di rito greco alle porte di Roma. Raccolta di saggi sulla tradizione liturgica del Monastero italo-bizantino di Grottaferrata. Grottaferrata 2004, ISBN 8889345012.